# Honeywell TPE331
Honeywell TPE331 (військове позначення: T76) — турбогвинтовий двигун. Спочатку він був розроблений у 1950-х роках компанією Garrett AiResearch, а з 1999 року виробляється компанією Honeywell Aerospace. Потужність двигуна коливається від 575 до 1 650 кінських сил на валу (429 до 1 230 кВт).

## Дизайн і розробка
Garrett AiResearch розробив TPE331 з нуля в 1959 році для військових. «Розроблений як двигун потужністю 575 кінських сил, він не був зменшеною версією більшого двигуна, як пропонували конкуренти». TPE331 виник в 1961 році як газова турбіна («331») для живлення вертольотів. Вперше він був запущений у виробництво в 1963 році. Більше 700 було відправлено до кінця 1973 року. Він був розроблений як турбовальний (TSE331) і турбогвинтовий (TPE331), але турбовальна версія так і не надійшла у виробництво. Перший двигун був виготовлений у 1963 році, встановлений на Aero Commander у 1964 році та запущений у виробництво на Aero Commander Turbo Commander у червні 1965 року. 

## Продуктивність
715 shp TPE331-6, який використовується в Beechcraft King Air B100, має 400 год. інтервал очищення паливних форсунок, 1800 год. інтервал перевірки гарячої секції та 5400 год. міжремонтний час затвердження можливе за 3000 год. HSI і 6000 год. капітальний ремонт і резерви двигуна дешевші, ніж для PT6A.

## Встановлення
- Aero/Rockwell Turbo Commander 680/690/840/980/1000
- Antonov An-2
- Antonov An-38
- Ayres Thrush
- BAe Jetstream 31/32
- British Aerospace Jetstream 41
- Beech B100 King Air
- CASA C-212 Aviocar
- Cessna 441 Conquest II
- Comp Air 9
- Conroy Stolifter
- Dornier 228
- Fairchild Swearingen Metroliner
- General Atomics MQ-9 Reaper
- Grob G 520
- HAL HTT-40
- Kestrel K-350
- Mitsubishi MU-2
- North American Rockwell OV-10 Bronco
- Pilatus/Fairchild PC-6C Turbo-Porter
- Piper Cheyenne 400
- Short SC.7 Skyvan
- Short Tucano (EMB-312S Tucano)
- Swearingen Merlin

### Оснащений TPE-331s як заміна оригінальних двигунів
- Beechcraft Model 18
- Cessna 208 Caravan
- Cessna 337 Skymaster
- de Havilland Canada DHC-2 Beaver
- de Havilland Canada DHC-3 Otter
- de Havilland DH.104 Dove
- FMA IA 58 Pucará
- Grumman Ag Cat
- Grumman S-2 Tracker
- Marsh S-2F3AT Turbo Tracker
- Handley Page Jetstream
- PAC Fletcher
- Sikorsky H-19 Chickasaw

## Технічні характеристики

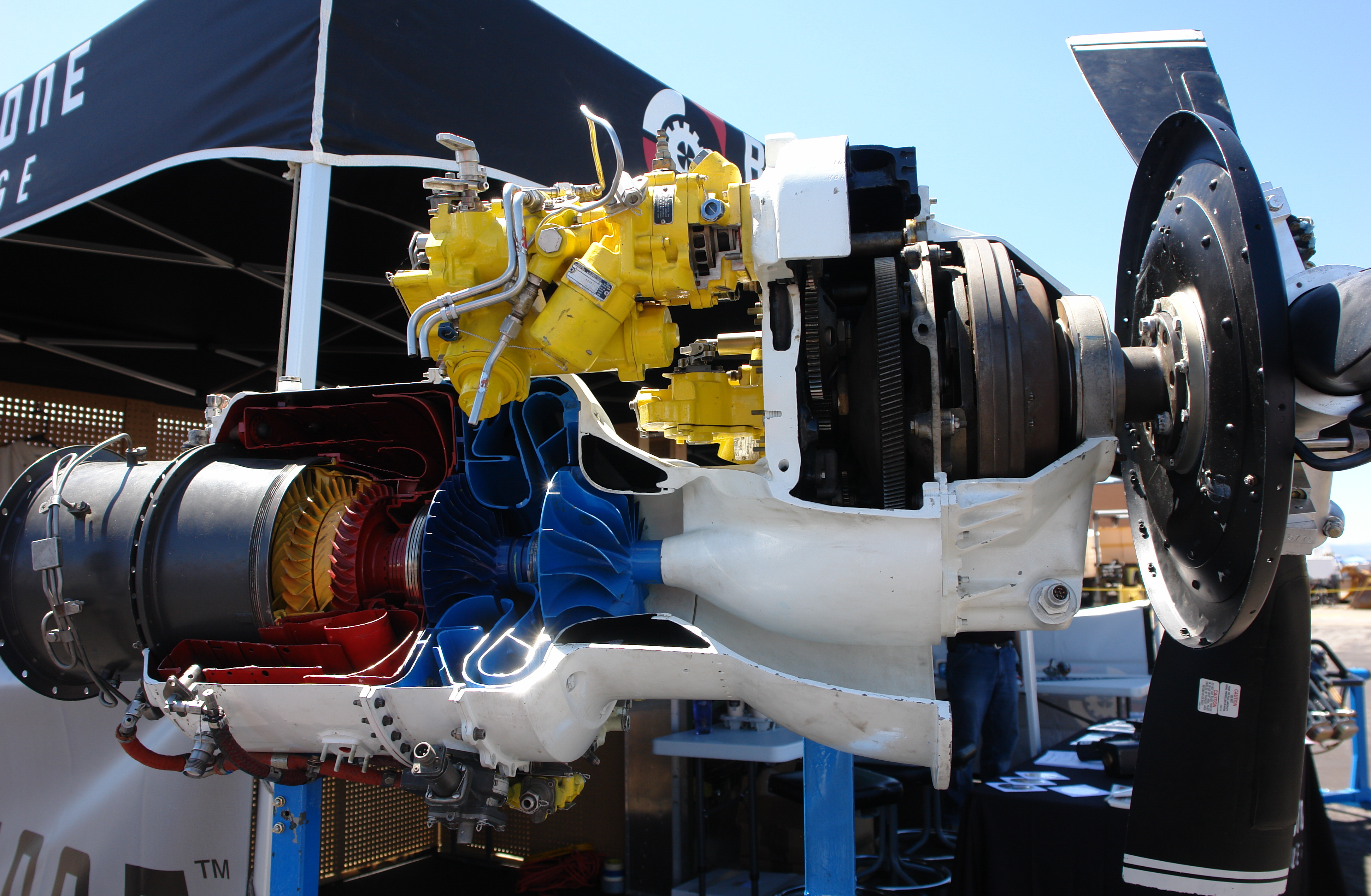
Розріз TPE-331

- Тип: Одновальний турбогвинтовий з вбудованою коробкою передач
- Довжина: 46 inches (1,200 mm) (TPE331-43A),[6] 42.82 in (1,088 mm) (TPE331-10)[9]
- Діаметр: 21 inches (530 mm) (TPE331-43A)[6]
- Суха маса: 336 lb (152 kg) (TPE331-43A),[6] 385 lb (175 kg) (TPE331-10)[9]

#### Компоненти
- Компресор: двоступеневий відцентровий
- Камери згоряння: Зворотні кільцеві
- Турбіна: Триступенева осьова

#### Продуктивність
- Maximum power output: 575 hp (429 kW) (TPE331-43A),[6] 940 hp (700 kW) (TPE331-10)[9]
- Загальний коефіцієнт тиску: 10.55:1 (TPE331-10)[9]
- Питома витрата палива: 0.534 lb/(hp⋅h) (325 g/kWh) (TPE331-10)[9]
- Співвідношення потужності до ваги: 1.71 hp/lb (2.81 kW/kg) (TPE331-43A),[6] 2.44 hp/lb (4.01 kW/kg) (TPE331-10)[9]